# Elecciones federales de 2006 en Chihuahua
Las elecciones federales en Chihuahua de 2006 se llevaron a cabo el domingo 2 de julio de 2006, y en ellas se renovaron los siguientes cargos de elección popular:
- Presidente de la República. Jefe de Estado y de Gobierno de México, electo para un periodo de seis años sin posibilidad de reelección. El candidato ganador en el estado y elegido a nivel nacional fue Felipe Calderón Hinojosa.
- 4 senadores. Miembros de la cámara alta del Congreso de la Unión. Dos elegidos por mayoría relativa, uno otorgado por el principio de primera minoría y 1 elegido por representación proporcional a partir de una lista nacional por partido. Todos ellos por un periodo de seis años a partir del 1 de septiembre de 2006 sin posibilidad de reelección para el periodo inmediato.
- 12 diputados federales. Miembros de la cámara baja del Congreso de la Unión. Nueve elegidos por mayoría simple y tres mediante el principio de representación proporcional a partir de la lista regional por partido correspondiente a la primera circunscripción electoral. Todos ellos electos para un periodo de tres años a partir del 1 de septiembre de 2006 sin posibilidad de reelección para el periodo inmediato.

## Resultados electorales

### Presidente de México
|  | 45.17 % |

|  | 29.39 % |

|  | 18.26 % |

|  | 1.74 % |

|  | 0.58 % |

|  | 97.85 % |

|  | 2.15 % |

|  | 48.38 % |

|  | 51.62 % |

#### Resultados por municipio
| Municipio                | Calderón | % Calderón | Madrazo | % Madrazo | López Obrador | % López Obrador | Campa | % Campa | Mercado | % Mercado | NR    | % NR  | Nulos | % Nulos | Total   |
| ------------------------ | -------- | ---------- | ------- | --------- | ------------- | --------------- | ----- | ------- | ------- | --------- | ----- | ----- | ----- | ------- | ------- |
| Ahumada                  | 1,675    | 36.58%     | 1,840   | 40.18%    | 790           | 17.25%          | 72    | 1.57%   | 70      | 1.53%     | 16    | 0.35% | 116   | 2.53%   | 4,579   |
| Aldama                   | 3,569    | 43.85%     | 2,664   | 32.73%    | 1,329         | 16.33%          | 166   | 2.04%   | 173     | 2.13%     | 35    | 0.43% | 204   | 2.51%   | 8,140   |
| Allende                  | 1,288    | 37.04%     | 1,391   | 40.01%    | 492           | 14.15%          | 120   | 3.45%   | 53      | 1.52%     | 18    | 0.52% | 115   | 3.31%   | 3,477   |
| Aquiles Serdán           | 585      | 38.34%     | 521     | 34.14%    | 261           | 17.10%          | 43    | 2.82%   | 33      | 2.16%     | 25    | 1.64% | 58    | 3.80%   | 1,526   |
| Ascensión                | 2,612    | 36.72%     | 2,498   | 35.12%    | 1,632         | 22.94%          | 58    | 0.82%   | 114     | 1.60%     | 14    | 0.20% | 185   | 2.60%   | 7,113   |
| Bachíniva                | 515      | 21.04%     | 784     | 32.03%    | 961           | 39.26%          | 65    | 2.66%   | 29      | 1.18%     | 6     | 0.25% | 88    | 3.59%   | 2,448   |
| Balleza                  | 1,529    | 34.63%     | 2,076   | 47.02%    | 377           | 8.54%           | 67    | 1.52%   | 34      | 0.77%     | 6     | 0.14% | 326   | 7.38%   | 4,415   |
| Batopilas                | 667      | 27.69%     | 1,283   | 53.26%    | 159           | 6.60%           | 30    | 1.25%   | 20      | 0.83%     | 0     | 0.00% | 250   | 10.38%  | 2,409   |
| Bocoyna                  | 2,227    | 26.58%     | 3,307   | 39.47%    | 1,870         | 22.32%          | 399   | 4.76%   | 137     | 1.64%     | 12    | 0.14% | 426   | 5.08%   | 8,378   |
| Buenaventura             | 2,457    | 31.64%     | 2,775   | 35.73%    | 2,018         | 25.99%          | 129   | 1.66%   | 151     | 1.94%     | 27    | 0.35% | 209   | 2.69%   | 7,766   |
| Camargo                  | 9,889    | 51.98%     | 5,202   | 27.35%    | 2,858         | 15.02%          | 288   | 1.51%   | 365     | 1.92%     | 88    | 0.46% | 333   | 1.75%   | 19,023  |
| Carichí                  | 383      | 15.64%     | 1,370   | 55.94%    | 409           | 16.70%          | 40    | 1.63%   | 29      | 1.18%     | 2     | 0.08% | 216   | 8.82%   | 2,449   |
| Casas Grandes            | 1,664    | 37.41%     | 1,596   | 35.88%    | 892           | 20.05%          | 66    | 1.48%   | 74      | 1.66%     | 5     | 0.11% | 151   | 3.39%   | 4,448   |
| Coronado                 | 517      | 48.73%     | 440     | 41.47%    | 76            | 7.16%           | 4     | 0.38%   | 6       | 0.57%     | 1     | 0.09% | 17    | 1.60%   | 1,061   |
| Coyame del Sotol         | 299      | 45.51%     | 278     | 42.31%    | 66            | 10.05%          | 1     | 0.15%   | 4       | 0.61%     | 0     | 0.00% | 9     | 1.37%   | 657     |
| La Cruz                  | 929      | 55.76%     | 526     | 31.57%    | 150           | 9.00%           | 13    | 0.78%   | 16      | 0.96%     | 3     | 0.18% | 29    | 1.74%   | 1,666   |
| Cuauhtémoc               | 15,401   | 32.87%     | 12,368  | 26.39%    | 15,984        | 34.11%          | 664   | 1.42%   | 1,280   | 2.73%     | 106   | 0.23% | 1,056 | 2.25%   | 46,859  |
| Cusihuiriachi            | 385      | 21.69%     | 708     | 39.89%    | 554           | 31.21%          | 23    | 1.30%   | 21      | 1.18%     | 2     | 0.11% | 82    | 4.62%   | 1,775   |
| Chihuahua                | 173,532  | 54.55%     | 79,599  | 25.02%    | 42,648        | 13.41%          | 4,867 | 1.53%   | 8,670   | 2.73%     | 3,372 | 1.06% | 5,445 | 1.71%   | 318,133 |
| Chínipas                 | 595      | 40.07%     | 590     | 39.73%    | 153           | 10.30%          | 80    | 5.39%   | 13      | 0.88%     | 0     | 0.00% | 54    | 3.64%   | 1,485   |
| Delicias                 | 25,229   | 50.00%     | 12,450  | 24.67%    | 9,338         | 18.51%          | 849   | 1.68%   | 1,454   | 2.88%     | 248   | 0.49% | 894   | 1.77%   | 50,462  |
| Dr. Belisario Domínguez  | 643      | 42.92%     | 564     | 37.65%    | 207           | 13.82%          | 17    | 1.13%   | 17      | 1.13%     | 4     | 0.27% | 46    | 3.07%   | 1,498   |
| Galeana                  | 409      | 29.47%     | 558     | 40.20%    | 337           | 24.28%          | 25    | 1.80%   | 21      | 1.51%     | 5     | 0.36% | 33    | 2.38%   | 1,388   |
| Santa Isabel             | 760      | 44.92%     | 574     | 33.92%    | 267           | 15.78%          | 21    | 1.24%   | 23      | 1.36%     | 5     | 0.30% | 42    | 2.48%   | 1,692   |
| Gómez Farías             | 1,021    | 31.64%     | 1,108   | 34.34%    | 885           | 27.42%          | 41    | 1.27%   | 63      | 1.95%     | 6     | 0.19% | 103   | 3.19%   | 3,227   |
| Gran Morelos             | 473      | 30.07%     | 733     | 46.60%    | 246           | 15.64%          | 20    | 1.27%   | 21      | 1.34%     | 1     | 0.06% | 79    | 5.02%   | 1,573   |
| Guachochi                | 2,702    | 25.98%     | 4,611   | 44.34%    | 1,751         | 16.84%          | 339   | 3.26%   | 169     | 1.63%     | 41    | 0.39% | 787   | 7.57%   | 10,400  |
| Guadalupe                | 1,055    | 31.07%     | 1,317   | 38.78%    | 776           | 22.85%          | 55    | 1.62%   | 54      | 1.59%     | 5     | 0.15% | 134   | 3.95%   | 3,396   |
| Guadalupe y Calvo        | 2,523    | 26.15%     | 5,031   | 52.14%    | 1,055         | 10.93%          | 369   | 3.82%   | 74      | 0.77%     | 16    | 0.17% | 581   | 6.02%   | 9,649   |
| Guazapares               | 831      | 37.07%     | 954     | 42.55%    | 283           | 12.62%          | 45    | 2.01%   | 14      | 0.62%     | 3     | 0.13% | 112   | 5.00%   | 2,242   |
| Guerrero                 | 3,724    | 26.00%     | 5,448   | 38.03%    | 4,002         | 27.94%          | 448   | 3.13%   | 232     | 1.62%     | 40    | 0.28% | 430   | 3.00%   | 14,324  |
| Hidalgo del Parral       | 23,000   | 53.06%     | 11,609  | 26.78%    | 5,846         | 13.49%          | 757   | 1.75%   | 1,127   | 2.60%     | 273   | 0.63% | 734   | 1.69%   | 43,346  |
| Huejotitán               | 217      | 42.97%     | 256     | 50.69%    | 10            | 1.98%           | 2     | 0.40%   | 1       | 0.20%     | 1     | 0.20% | 18    | 3.56%   | 505     |
| Ignacio Zaragoza         | 575      | 20.77%     | 1,030   | 37.20%    | 1,000         | 36.11%          | 39    | 1.41%   | 26      | 0.94%     | 7     | 0.25% | 92    | 3.32%   | 2,769   |
| Janos                    | 774      | 28.72%     | 1,156   | 42.89%    | 606           | 22.49%          | 54    | 2.00%   | 42      | 1.56%     | 4     | 0.15% | 59    | 2.19%   | 2,695   |
| Jiménez                  | 6,368    | 41.78%     | 4,395   | 28.83%    | 3,500         | 22.96%          | 230   | 1.51%   | 247     | 1.62%     | 144   | 0.94% | 359   | 2.36%   | 15,243  |
| Juárez                   | 177,523  | 42.07%     | 127,766 | 30.28%    | 85,624        | 20.29%          | 7,134 | 1.69%   | 14,204  | 3.37%     | 1,556 | 0.37% | 8,197 | 1.94%   | 422,004 |
| Julimes                  | 1,089    | 50.53%     | 675     | 31.32%    | 225           | 10.44%          | 70    | 3.25%   | 25      | 1.16%     | 3     | 0.14% | 68    | 3.16%   | 2,155   |
| López                    | 650      | 37.83%     | 518     | 30.15%    | 460           | 26.78%          | 15    | 0.87%   | 18      | 1.05%     | 2     | 0.12% | 55    | 3.20%   | 1,718   |
| Madera                   | 4,919    | 43.72%     | 3,872   | 34.41%    | 1,735         | 15.42%          | 223   | 1.98%   | 156     | 1.39%     | 15    | 0.13% | 331   | 2.94%   | 11,251  |
| Maguarichi               | 207      | 31.65%     | 359     | 54.89%    | 44            | 6.73%           | 14    | 2.14%   | 2       | 0.31%     | 3     | 0.46% | 25    | 3.82%   | 654     |
| Manuel Benavides         | 281      | 46.91%     | 236     | 39.40%    | 48            | 8.01%           | 4     | 0.67%   | 4       | 0.67%     | 1     | 0.17% | 25    | 4.17%   | 599     |
| Matachí                  | 530      | 39.82%     | 410     | 30.80%    | 305           | 22.92%          | 20    | 1.50%   | 21      | 1.58%     | 2     | 0.15% | 43    | 3.23%   | 1,331   |
| Matamoros                | 803      | 44.86%     | 613     | 34.25%    | 283           | 15.81%          | 28    | 1.56%   | 23      | 1.28%     | 4     | 0.22% | 36    | 2.01%   | 1,790   |
| Meoqui                   | 7,471    | 50.93%     | 3,419   | 23.31%    | 2,703         | 18.43%          | 364   | 2.48%   | 342     | 2.33%     | 59    | 0.40% | 311   | 2.12%   | 14,669  |
| Morelos                  | 440      | 32.31%     | 717     | 52.64%    | 100           | 7.34%           | 13    | 0.95%   | 8       | 0.59%     | 0     | 0.00% | 84    | 6.17%   | 1,362   |
| Moris                    | 679      | 41.15%     | 799     | 48.42%    | 77            | 4.67%           | 21    | 1.27%   | 11      | 0.67%     | 3     | 0.18% | 60    | 3.64%   | 1,650   |
| Namiquipa                | 2,623    | 34.88%     | 2,209   | 29.38%    | 2,169         | 28.84%          | 182   | 2.42%   | 114     | 1.52%     | 22    | 0.29% | 201   | 2.67%   | 7,520   |
| Nonoava                  | 458      | 38.91%     | 613     | 52.08%    | 58            | 4.93%           | 19    | 1.61%   | 6       | 0.51%     | 0     | 0.00% | 23    | 1.95%   | 1,177   |
| Nuevo Casas Grandes      | 8,492    | 37.63%     | 6,173   | 27.36%    | 5,938         | 26.32%          | 564   | 2.50%   | 702     | 3.11%     | 159   | 0.70% | 537   | 2.38%   | 22,565  |
| Ocampo                   | 767      | 34.10%     | 1,054   | 46.87%    | 316           | 14.05%          | 26    | 1.16%   | 10      | 0.44%     | 1     | 0.04% | 75    | 3.33%   | 2,249   |
| Ojinaga                  | 4,920    | 50.93%     | 3,097   | 32.06%    | 1,217         | 12.60%          | 107   | 1.11%   | 145     | 1.50%     | 24    | 0.25% | 151   | 1.56%   | 9,661   |
| Praxedis G. Guerrero     | 1,359    | 40.24%     | 1,170   | 34.65%    | 684           | 20.25%          | 40    | 1.18%   | 36      | 1.07%     | 4     | 0.12% | 84    | 2.49%   | 3,377   |
| Riva Palacio             | 439      | 35.52%     | 470     | 38.03%    | 231           | 18.69%          | 17    | 1.38%   | 11      | 0.89%     | 5     | 0.40% | 63    | 5.10%   | 1,236   |
| Rosales                  | 2,884    | 47.69%     | 1,853   | 30.64%    | 896           | 14.81%          | 136   | 2.25%   | 114     | 1.88%     | 20    | 0.33% | 145   | 2.40%   | 6,048   |
| Rosario                  | 230      | 34.28%     | 278     | 41.43%    | 132           | 19.67%          | 10    | 1.49%   | 6       | 0.89%     | 1     | 0.15% | 14    | 2.09%   | 671     |
| San Francisco de Borja   | 610      | 48.84%     | 448     | 35.87%    | 133           | 10.65%          | 9     | 0.72%   | 6       | 0.48%     | 2     | 0.16% | 41    | 3.28%   | 1,249   |
| San Francisco de Conchos | 624      | 46.99%     | 299     | 22.52%    | 351           | 26.43%          | 16    | 1.20%   | 14      | 1.05%     | 3     | 0.23% | 21    | 1.58%   | 1,328   |
| San Francisco del Oro    | 887      | 38.13%     | 827     | 35.55%    | 363           | 15.61%          | 111   | 4.77%   | 56      | 2.41%     | 20    | 0.86% | 62    | 2.67%   | 2,326   |
| Santa Bárbara            | 1,984    | 44.17%     | 1,416   | 31.52%    | 689           | 15.34%          | 129   | 2.87%   | 116     | 2.58%     | 24    | 0.53% | 134   | 2.98%   | 4,492   |
| Satevó                   | 934      | 48.29%     | 780     | 40.33%    | 108           | 5.58%           | 41    | 2.12%   | 9       | 0.47%     | 2     | 0.10% | 60    | 3.10%   | 1,934   |
| Saucillo                 | 6,884    | 54.63%     | 3,164   | 25.11%    | 1,781         | 14.13%          | 225   | 1.79%   | 254     | 2.02%     | 43    | 0.34% | 250   | 1.98%   | 12,601  |
| Temósachic               | 691      | 30.23%     | 1,029   | 45.01%    | 409           | 17.89%          | 52    | 2.27%   | 30      | 1.31%     | 11    | 0.48% | 64    | 2.80%   | 2,286   |
| El Tule                  | 303      | 40.40%     | 386     | 51.47%    | 36            | 4.80%           | 4     | 0.53%   | 5       | 0.67%     | 0     | 0.00% | 16    | 2.13%   | 750     |
| Urique                   | 1,222    | 31.75%     | 1,849   | 48.04%    | 368           | 9.56%           | 162   | 4.21%   | 40      | 1.04%     | 9     | 0.23% | 199   | 5.17%   | 3,849   |
| Uruachi                  | 566      | 30.30%     | 756     | 40.47%    | 396           | 21.20%          | 40    | 2.14%   | 11      | 0.59%     | 0     | 0.00% | 99    | 5.30%   | 1,868   |
| Valle de Zaragoza        | 702      | 34.36%     | 1,008   | 49.34%    | 198           | 9.69%           | 66    | 3.23%   | 11      | 0.54%     | 1     | 0.05% | 57    | 2.79%   | 2,043   |

- Nota: Los resultados expuestos en la tabla anterior pueden diferir de los resultados finales a nivel estatal después de los descuentos y modificaciones derivados de la anulación y recuento de la votación de casillas debido a que los resultados corregidos no fueron publicados a nivel municipal por el Instituto Federal Electoral (IFE).

### Senadores por Chihuahua

#### Senadores electos
| Candidato               | Partido | Tipo de elección            |
| ----------------------- | ------- | --------------------------- |
| Gustavo Madero Muñoz    |         | Primera fórmula             |
| Ramón Galindo Noriega   |         | Segunda fórmula             |
| Fernando Baeza Meléndez |         | Primera minoría             |
| Teresa Ortuño Gurza     |         | Representación proporcional |

#### Resultados

Resultados por municipio en la elección a senador por Chihuahua:
Partido Acción Nacional
Partido Revolucionario Institucional

Distribución de los distritos federales de Chihuahua por partido político:
Partido Acción Nacional
Partido Revolucionario Institucional

|  | 39.56 % |

|  | 37.83 % |

|  | 13.24 % |

|  | 5.21 % |

|  | 1.50 % |

|  | 0.21 % |

|  | 97.55 % |

|  | 2.45 % |

|  | 48.48 % |

|  | 51.52 % |

### Diputados Federales por Chihuahua

#### Diputados electos
| Candidato                     | Partido | Distrito   | Tipo de elección            |
| ----------------------------- | ------- | ---------- | --------------------------- |
| Enrique Serrano Escobar       |         | Distrito 1 | Mayoría relativa            |
| Lilia Merodio Reza            |         | Distrito 2 | Mayoría relativa            |
| Cruz Pérez Cuéllar            |         | Distrito 3 | Mayoría relativa            |
| Víctor Valencia de los Santos |         | Distrito 4 | Mayoría relativa            |
| Felipe González Ruiz          |         | Distrito 5 | Mayoría relativa            |
| Emilio Flores Domínguez       |         | Distrito 6 | Mayoría relativa            |
| Israel Beltrán Montes         |         | Distrito 7 | Mayoría relativa            |
| Carlos Reyes López            |         | Distrito 8 | Mayoría relativa            |
| César Duarte Jáquez           |         | Distrito 9 | Mayoría relativa            |
| María Eugenia Campos Galván   |         | N/A        | Representación proporcional |
| Rubén Aguilar Jiménez         |         | N/A        | Representación proporcional |
| Jacinto Gómez Pasillas        |         | N/A        | Representación proporcional |

#### Resultados
|  | 39.47 % |

|  | 38.04 % |

|  | 13.35 % |

|  | 4.98 % |

|  | 1.49 % |

|  | 2.67 % |

|  | 100.00 % |

##### Distrito 1: Ciudad Juárez
|  | 33.16 % |

|  | 38.29 % |

|  | 16.89 % |

|  | 6.75 % |

|  | 2.62 % |

|  | 0.23 % |

|  | 97.94 % |

|  | 2.06 % |

|  | 43.47 % |

|  | 56.53 % |

##### Distrito 2: Ciudad Juárez
|  | 33.53 % |

|  | 43.35 % |

|  | 13.99 % |

|  | 4.13 % |

|  | 1.82 % |

|  | 0.20 % |

|  | 97.02 % |

|  | 2.98 % |

|  | 36.86 % |

|  | 63.14 % |

##### Distrito 3: Ciudad Juárez
|  | 51.12 % |

|  | 26.23 % |

|  | 13.23 % |

|  | 5.41 % |

|  | 2.34 % |

|  | 0.15 % |

|  | 98.48 % |

|  | 1.52 % |

|  | 48.05 % |

|  | 51.95 % |

##### Distrito 4: Ciudad Juárez
|  | 36.64 % |

|  | 37.97 % |

|  | 15.09 % |

|  | 5.35 % |

|  | 2.18 % |

|  | 0.43 % |

|  | 97.66 % |

|  | 2.34 % |

|  | 42.38 % |

|  | 57.62 % |

##### Distrito 5: Delicias
|  | 41.97 % |

|  | 40.05 % |

|  | 10.26 % |

|  | 4.41 % |

|  | 0.95 % |

|  | 0.15 % |

|  | 97.78 % |

|  | 2.22 % |

|  | 52.02 % |

|  | 47.98 % |

##### Distrito 6: Chihuahua
|  | 46.35 % |

|  | 34.85 % |

|  | 11.82 % |

|  | 4.03 % |

|  | 0.91 % |

|  | 0.22 % |

|  | 98.18 % |

|  | 1.82 % |

|  | 60.61 % |

|  | 39.39 % |

##### Distrito 7: Cuauhtémoc
|  | 28.10 % |

|  | 42.93 % |

|  | 21.18 % |

|  | 3.72 % |

|  | 0.84 % |

|  | 0.10 % |

|  | 96.87 % |

|  | 3.13 % |

|  | 46.19 % |

|  | 53.81 % |

##### Distrito 8: Chihuahua
|  | 43.21 % |

|  | 37.40 % |

|  | 10.41 % |

|  | 6.23 % |

|  | 1.39 % |

|  | 0.43 % |

|  | 97.77 % |

|  | 2.23 % |

|  | 54.78 % |

|  | 45.22 % |

##### Distrito 9: Hidalgo del Parral
|  | 35.00 % |

|  | 44.17 % |

|  | 10.41 % |

|  | 5.09 % |

|  | 0.94 % |

|  | 0.17 % |

|  | 95.77 % |

|  | 4.23 % |

|  | 46.34 % |

|  | 53.66 % |